# Gerardo Agostini
Gerardo Agostini (Monteleone di Fermo, 13 novembre 1919 – Gallicano nel Lazio, 2 settembre 2012) è stato un politico italiano.

## Biografia
Combatté nella seconda guerra mondiale  e quindi partecipò alla Resistenza nelle file partigiane nel Lazio.
Fu eletto nel 1956, per la Democrazia Cristiana, consigliere comunale di Roma e dal 1958 al 1971 fu ininterrottamente assessore capitolino. Da quella data al 1974 fu Sovrintendente al Teatro dell'Opera di Roma.
Nel 1980 diviene presidente dell'Associazione nazionale mutilati e invalidi di guerra, sempre riconfermato.
Nel 1996 fu eletto senatore con il Partito Popolare Italiano e fu vicepresidente della commissione difesa, fino al 2001, quando non fu ricandidato a palazzo Madama. 
Quell'anno divenne presidente della Federazione italiana volontari della libertà, ma si dimise nel 2004 per fondare l'Associazione nazionale partigiani cristiani.